# 六甲山四季彩奏空間 - RCN CUBE ARTS PLACE

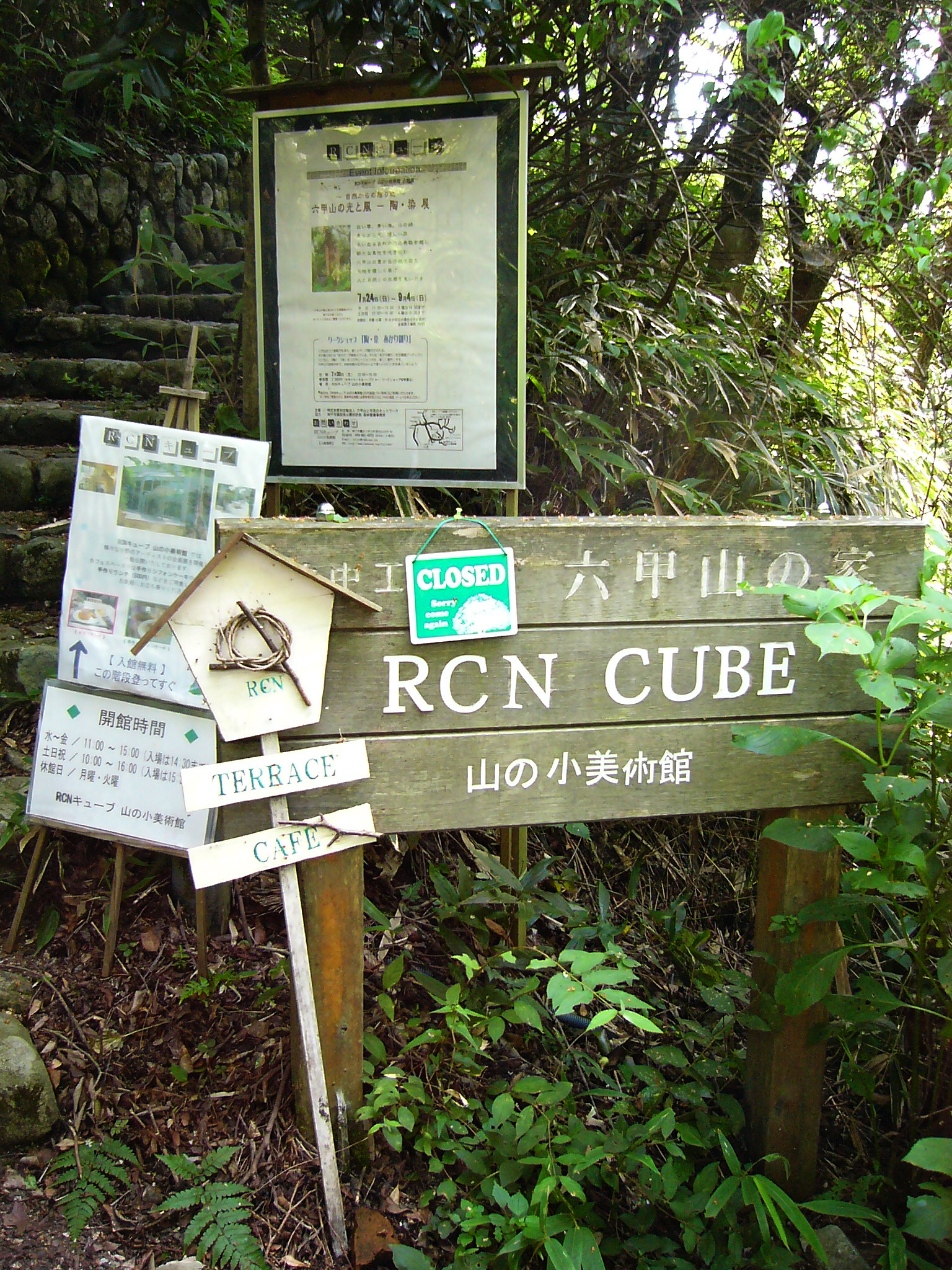
「RCN CUBE 山の小美術館」前にて（2005年8月8日撮影）

六甲山四季彩奏空間 ― RCN CUBE ARTS PLACE（ろっこうさんしきさいそうくうかん RCNキューブ・アーツ・プレース） は、兵庫県神戸市の六甲山上にあった美術館。

## 概要
バブル崩壊などで六甲山の保養所の閉鎖が続いた2000年代初頭、建物が廃墟となって荒廃してしまうことを懸念した特定非営利活動法人六甲山と市民のネットワーク(RCN)が施設の再生化と地域の活性化を目的に、竹中工務店所有の休業中の保養所を転用して立ち上げた。スペースを神戸市民に開放し、テーマ性をもたせた企画展を中心として、ワークショップなど参加型プログラムにも力点をおき、宿泊して創作活動する人のために貸室（会員制）も行っていた。
2003年の開館以来「山の小美術館」という名称で親しまれ、2005年12月にRCN CUBE ARTS PLACE と名称変更され、コンサートや音楽合宿も行なえるようにグランドピアノも新しく設置された。RCNの保養所転用の努力が認められ、施設の購入希望者が現れたため、売却目的で2006年12月末に閉館となった。再生町づくりの成功例と言えよう。

## 施設
- RCNホール
- 展示スペース
- ダイニング兼イベントスペース
- テラスカフェ
- 宿泊施設

## 所在地
- 〒657-0101　兵庫県神戸市灘区六甲山町西谷山1878-64

## 交通
- 六甲ケーブル「六甲山上駅」から、六甲山上バス「オリエンタルホテル前」下車　徒歩2分